# ماركوس بازيلغا
ماركوس بازيلغا (بالإسبانية: Marcos Baselga)‏ هو لاعب كرة قدم إسباني، ولد في 15 فبراير 1999 في سرقسطة في إسبانيا.

## وصلات خارجية
- ماركوس بازيلغا على موقع قاعدة بيانات كرة القدم.إي يو (الإنجليزية)
- ماركوس بازيلغا على موقع Soccerway.com (الإنجليزية)